# Relações entre Espanha e Marrocos

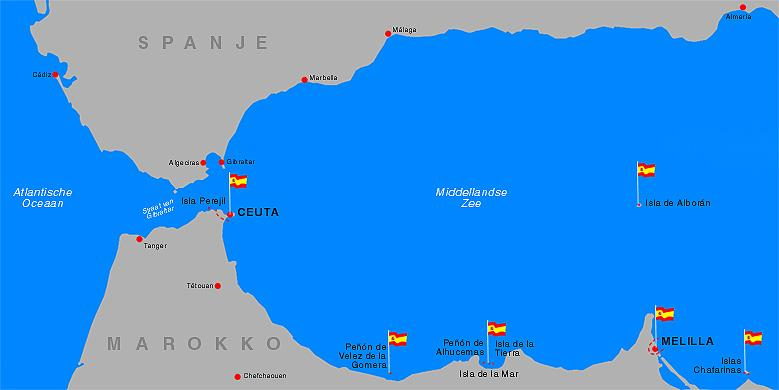
Enclaves e ilhas espanholas, reivindicadas pelo Marrocos

Nos últimos tempos, as relações entre a Espanha e o Marrocos têm sido intermitentemente amigáveis embora discordantes.
A Espanha possui dois enclaves territoriais na costa mediterrânica do Marrocos (Ceuta e Melilla), que também são reivindicados pelo Marrocos e, por vezes, causam tensões bilaterais. Outras disputas territoriais e a questão do Saara Ocidental, também, por vezes, são fonte de tensões. Em outubro de 2001, o Marrocos retirou seu embaixador de Madri depois que grupos pró-saarianos na Espanha realizaram um referendo simulado sobre o destino da região. Em julho de 2002, na Crise da ilha de Perejil, tropas espanholas expulsaram soldados marroquinos da desabitada Ilha de Perejil na costa marroquina; a Espanha afirmava que havia controlado a ilha durante séculos. As relações diplomáticas não foram restauradas até janeiro de 2003. Em julho deste ano, o Marrocos reclamou que a Espanha não tinha neutralidade sobre a questão do Saara, quando presidiu o Conselho de Segurança das Nações Unidas e, em outubro, a Espanha suspendeu a venda de armas ao Marrocos devido à crise de Perejil. O primeiro-ministro espanhol José Luis Rodríguez Zapatero visitou o Marrocos, em abril de 2004, e o rei Juan Carlos I visitou em janeiro de 2005, em ambas as ocasiões, as declarações conjuntas apelaram para uma solução negociada para a questão do Saara, a posição marroquina. No entanto, as visitas a Ceuta e Melilla pelo primeiro-ministro espanhol, em janeiro de 2006 e dos monarcas em novembro de 2007 mais uma vez estabeleceram as relações posteriores. Os dois vizinhos também possuem uma disputa não resolvida sobre águas territoriais entre Marrocos e as ilhas espanholas das Canárias, no Oceano Atlântico. O "super porto" do Marrocos em Tânger irá representar uma competição que preocupa os portos espanhóis. Financiado pelos países do Golfo Pérsico, a sua construção iniciou-se em junho de 2009. A expectativa é de atingir capacidade total em 2014.
As disputas territoriais, apesar de seu drama, são subordinadas com a cooperação contínua e produtiva do Marrocos e da Espanha na luta contra o terrorismo, no combate ao narcotráfico, e nos esforços para conter a imigração ilegal. O Marrocos nomeadamente ajudou as autoridades espanholas na investigação dos atentados de 11 de março de 2004 em Madrid e essa relação continua. Os soldados marroquinos têm servido sob o comando espanhol na Missão das Nações Unidas para a estabilização no Haiti e as guardas marroquinas se uniram as patrulhas espanholas para combater a imigração ilegal no Estreito de Gibraltar.